# ژیل پورت
ژیل پورت (فرانسوی: Gilles Porte‎؛ زادهٔ ۱۱ مهٔ ۱۹۶۵) فیلم‌بردار، دستیار تصویربردار، کارگردان فیلم و فیلم‌نامه‌نویس اهل فرانسه است. وی از سال ۱۹۸۹ میلادی تاکنون مشغول فعالیت بوده است.
از فیلم‌هایی که وی در آن‌ها نقش داشته است، می‌توان به خارجی، سپیده‌دم جهان، پیروزی، ۳۰۰۰ شب و فکر می‌کنی من کی هستم اشاره نمود.